# Bradfield St Clare
Bradfield St Clare est un village et une paroisse civile du Suffolk, en Angleterre.